# Muzeum Historii Polski w Warszawie
Muzeum Historii Polski w Warszawie (MHP) – muzeum, którego zadaniem jest zaprezentowanie najważniejszych wydarzeń polskiej historii, ze szczególnym uwzględnieniem polskich tradycji wolnościowych. Akt powołania i statut placówki podpisał 2 maja 2006 roku na Zamku Królewskim w Warszawie Minister Kultury i Dziedzictwa Narodowego Kazimierz Michał Ujazdowski, w obecności premiera Kazimierza Marcinkiewicza. 
Od 28 września 2023 Muzeum Historii Polski działa w nowej siedzibie na warszawskiej Cytadeli.

## Siedziba na warszawskiej Cytadeli

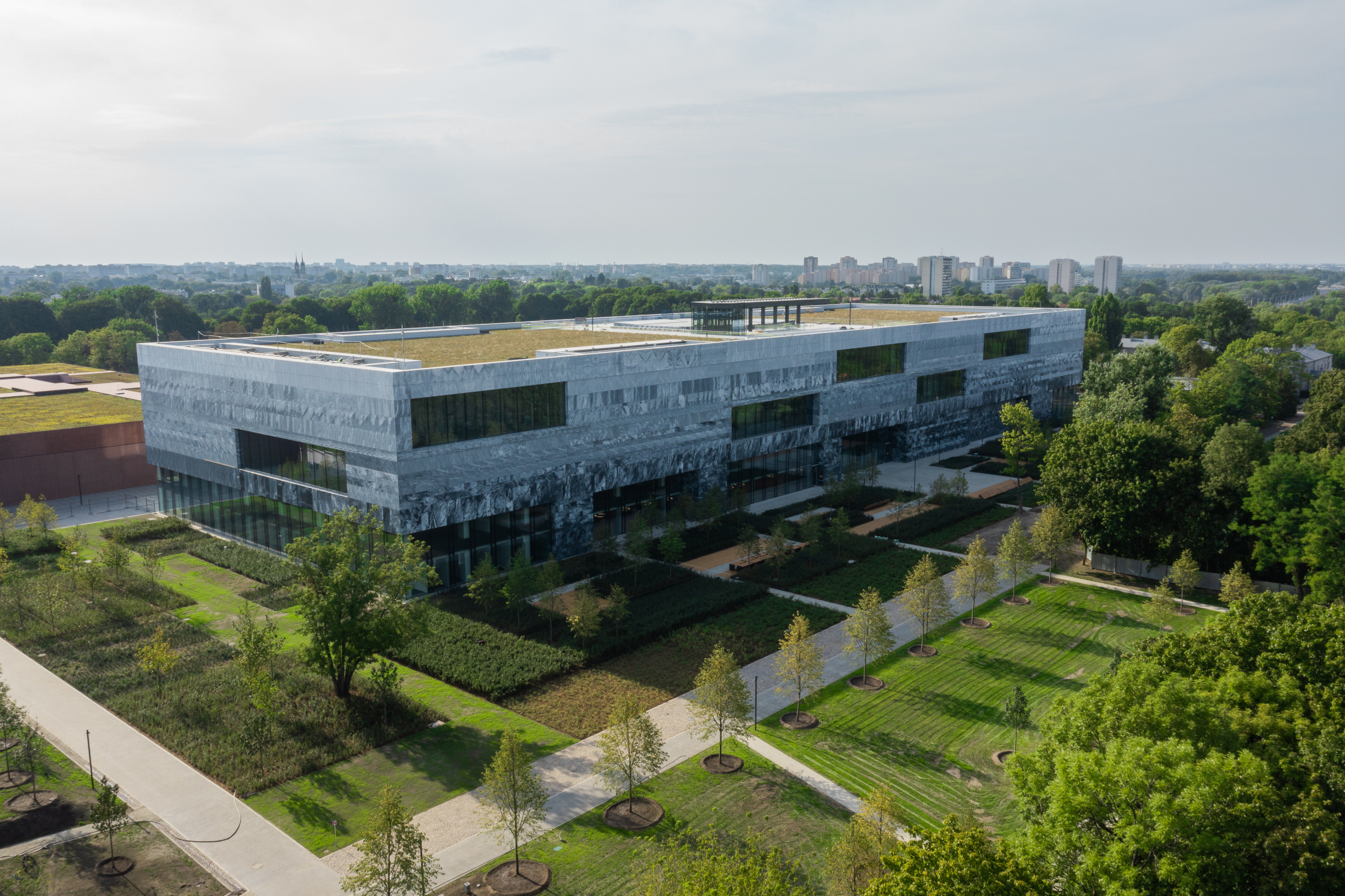
Siedziba muzeum na Cytadeli, elewacja wschodnia

Gmach Muzeum Historii Polski znajduje się przy ulicy Gwardii 1 na terenie warszawskiej Cytadeli i sąsiaduje z Muzeum Wojska Polskiego, Muzeum Katyńskim oraz Muzeum X Pawilonu.
Powierzchnia budynku Muzeum Historii Polski wynosi ponad 44 000 m². Na obiekt składają się 4 kondygnacje nadziemne i 2 podziemne. Przestrzeń wystawiennicza przeznaczona na wystawę stałą wynosi 7300 m², natomiast sala wystaw czasowych liczy 1400 m².
W budynku znajduje się audytorium, sala kinowo-teatralna, sala konferencyjna i sale edukacyjne. W obiekcie znajdują się także biblioteka, sklep muzealny, punkty gastronomiczne, magazyny i pracownie konserwatorskie. Na dachu budynku jest udostępniony zwiedzającym taras widokowy. W bezpośrednim sąsiedztwie sal edukacyjnych znajduje się park edukacyjny wraz z amfiteatrem oraz plac zabaw.
Budynek został zaprojektowany przez warszawską pracownię architektoniczną WXCA. Ważnym elementem architektonicznym są reliefy umieszczone na kamiennej elewacji budynku, nawiązujące do wybranych symboli polskiej architektury m.in. do Drzwi Gnieźnieńskich, zamku na Wawelu, dzieł spod znaku stylu zakopiańskiego oraz modernizmu.

## Wystawa stała (w budowie)
Wystawa stała Muzeum Historii Polski jest w budowie. Przyszła ekspozycja będzie liczyć 7300 m² i znajdzie się na niej ok. 3600 muzealiów (w tym ponad 2120 obiektów należących do MHP) oraz ok. 400 kopii lub replik obiektów historycznych. Historia opowiadana będzie za pomocą zróżnicowanych środków: eksponatów, multimediów, scenografii oraz instalacji artystycznych.
Centralne miejsce zajmie w tej opowieści historia wolności, w tym wielowiekowa historia polskiego parlamentaryzmu, tradycje konstytucyjne, tradycje republikańskie, dzieje walki o zachowanie i odzyskanie niepodległości oraz zmagania z totalitaryzmami.
Ścieżka zwiedzania będzie prowadzić przez sześć galerii, które opowiedzą historię kolejnych epok: Polska Piastów i Jagiellonów (od początków państwa do 1573 roku), Dawna Rzeczpospolita (1573–1795), Pod zaborami (1796–1914), Niepodległa (1914–1939), Polska Walcząca (1939–1945), Polacy wobec komunizmu (1945–1990).
Prace nad scenariuszem prowadził zespół historyków MHP wspomagany przez wybitnych badaczy z czołowych krajowych ośrodków akademickich. Projekt ekspozycji przygotowało konsorcjum pracowni WWAA oraz Platige Image, zwycięzca międzynarodowego konkursu przeprowadzonego przez Muzeum. Liderami tego zespołu byli Natalia Paszkowska i Boris Kudlička.
Narracja wystawy będzie koncentrować się na trzech wątkach: wolności, tożsamości i przemianach cywilizacyjnych.
Wolność rozumiana jako niepodległość, przestrzeń działalności politycznej i obywatelskiej, a także jako wolność osobista to szczególnie ważny wątek polskiej historii. Szerokie potraktowanie tematu wolności pozwoli przedstawić zarówno wyjątkowość ustroju dawnej Rzeczypospolitej, jak i historię polskich walk o niepodległość w XIX i XX wieku.
Wątek tożsamościowy naświetli drogę kształtowania się polskiego państwa. Pomoże opowiedzieć o fenomenie wielonarodowej i wieloreligijnej Rzeczypospolitej, pokaże proces tworzenia się nowoczesnej identyfikacji narodowej w okresie zaborów oraz dramatyczne wyzwania dla tożsamości, jakimi były okupacja niemiecka, zmiany granic i struktury społecznej oraz komunizm.
Opowieść o przemianach cywilizacyjnych uzmysłowi zwiedzającym, jak wyglądało życie codzienne w minionych epokach. Pozwoli ukazać w jaki sposób zmiany w dziedzinie techniki wpływały na gospodarkę i społeczeństwo. Narracja tego wątku skoncentruje się przede wszystkim na czasach wielkich przełomów społeczno-gospodarczych, gdy cywilizacja europejska przechodziła głębokie przekształcenia. A ziemie polskie i Polacy – razem z nią.
Trzy główne wątki będą składać się na wielobarwną podróż przez polską historię. W jej trakcie twórcy wystawy chcą zwrócić uwagę zwiedzających przede wszystkim na kilkanaście miejsc szczególnych (tzw. dominanty). To właśnie tam przedstawione będą najważniejsze wydarzenia i zjawiska z historii Polski. Wśród nich znajdą się m.in. dwór Jagiellonów, panorama pola elekcyjnego, miasto z okresu rewolucji przemysłowej, bitwa warszawska 1920 roku, konspiracyjny lokal z czasu II wojny światowej czy Stocznia Gdańska z okresu strajku w sierpniu 1980 roku.
Wystawa ma być gotowa jesienią 2026 roku.

## Dyrekcja i Rada Muzeum
Dyrektorem placówki był Robert Kostro (2006–2024). We wrześniu 2024 pełniącym obowiązki dyrektora został Marcin Napiórkowski.
Członkami Rady Muzeum Historii Polski w Warszawie powołanymi na kadencję  2024–2028 są:  dr hab. Jolanta Choińska-Mika, dr hab. Dorota Folga-Januszewska, prof. dr hab. Andrzej Friszke, prof. prof. Robert I. Frost, dr hab. Aleksander Hall, dr Łukasz Kamiński, prof. dr hab. Krzysztof Jan Mikulski, dr Michał Niezabitowski, prof. Alvydas Nikžentaitis, dr Paweł Pietrzyk, prof. dr hab. Dariusz Stola, prof. dr hab. Tomasz Szarota, Małgorzata Zakrzewska, dr hab. Marcin Zaremba.
W przeszłości w radzie zasiadali m.in. Richard Butterwick-Pawlikowski, Władysław Bartoszewski, Andrzej Chojnowski, Norman Davies, Jarosław Gowin, Rafał Habielski, Wojciech Kilar, Marek Kraszewski, Janusz Kurtyka, Ryszard Legutko, Andrzej Paczkowski, Kazimierz Przybysz, Andrzej Seweryn, Wojciech Tygielski, Zofia Zielińska, Alicja Knast, Filip Musiał, Andrzej Rottermund, Paweł Śpiewak, Renata Wiśniewska, Wojciech Roszkowski, Andrzej Chwalba, Wojciech Fałkowski, Paulina Florjanowicz, Dorota Folga-Januszewska, Adolf Juzwenko, Zdzisław Krasnodębski, Katarzyna Mieczkowska, Krzysztof Mikulski, Andrzej Nowak, Bronisław Wildstein.

## Historia powstawania Muzeum Historii Polski

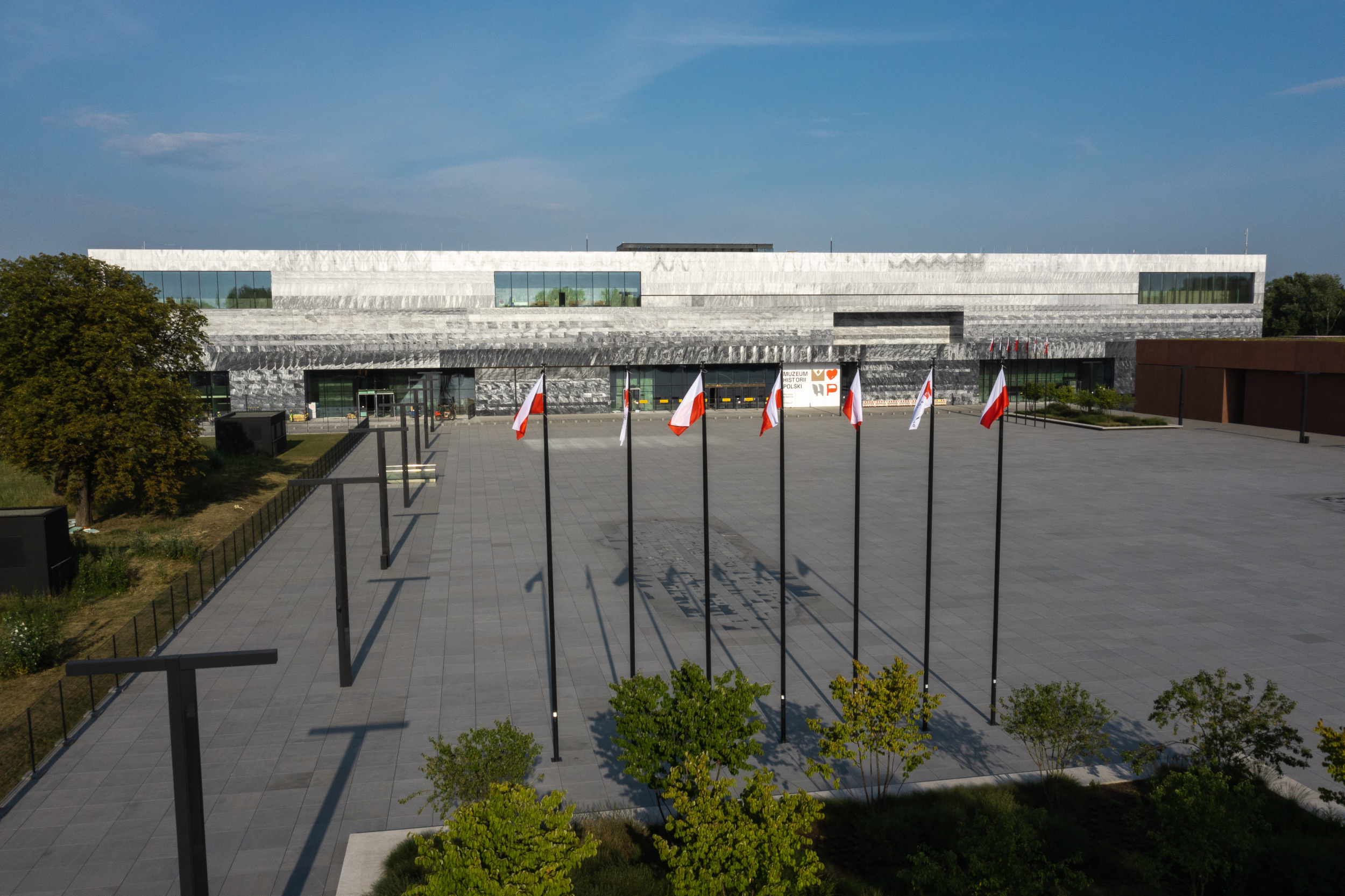
Gmach muzeum od od strony plac Gwardii Pieszej Koronnej (zachodniej)

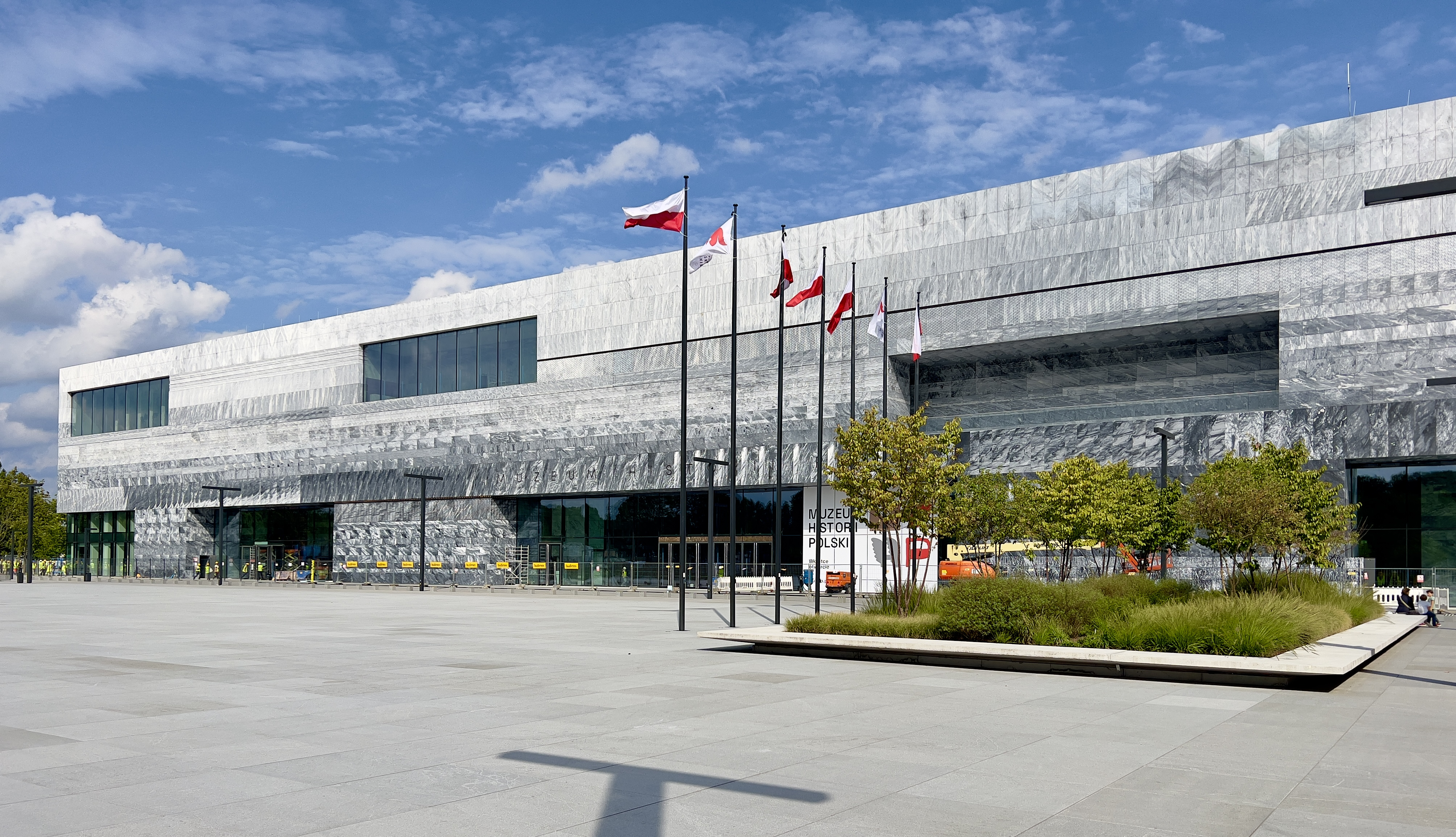
Wejście główne

Muzeum Historii Polski zostało powołane 2 maja 2006 r. Przez lata wielkim wyzwaniem był brak stałej siedziby, w której Muzeum mogłoby prezentować efekty swojej codziennej aktywności. Początkowo planowano ulokować siedzibę Muzeum w odbudowanym Pałacu Saskim. Pomysł ten upadł ze względu na decyzję władz miasta o zaniechaniu jego odbudowy. Następną rozważaną lokalizacją było umiejscowienie go w Wilanowie. Wreszcie, we wrześniu 2008 r. władze Warszawy przekazały Muzeum pozytywne wskazanie dla szóstej z kolei lokalizacji: nad Trasą Łazienkowską, w parkowej przestrzeni nad arterią między Skarpą Warszawską a placem Na Rozdrożu.  
Dzięki decyzji ministra kultury i dziedzictwa narodowego Bogdana Zdrojewskiego oraz władz Warszawy z Hanną Gronkiewicz-Waltz na czele, na początku 2009 r. zapadła decyzja o lokalizacji Muzeum. Pozwoliła ona na ogłoszenie międzynarodowego konkursu architektonicznego na projekt siedziby Muzeum Historii Polski w dniu 6 kwietnia 2009 r. Wybór zwycięskiej pracowni nastąpił 6 grudnia tego samego roku. Konkurs wygrała pracownia Paczowski et Fritsch z Luksemburga. W 2010 r. Muzeum uzyskało zgodę MKiDN na prowadzenie negocjacji w sprawie umowy ze zwycięzcą konkursu architektonicznego, a następnie pozytywną decyzję o uwarunkowaniach środowiskowych. Jednak już w listopadzie 2010 r., decyzją MKiDN, wstrzymano prace nad projektem i wydatkowanie dotacji inwestycyjnej. 
W kolejnych latach przygotowano wstępną wycenę kosztów budowy, a także pełną dokumentację geologiczno-inżynierską dla inwestycji Muzeum w lokalizacji nad Trasą Łazienkowską. W maju 2014 r. złożono wniosek o decyzję w sprawie warunków zabudowy dla inwestycji. We wrześniu 2014 r. ówczesna szefowa MKiDN prof. Małgorzata Omilanowska stwierdziła, że dotychczasowe ustalenia będą wymagały weryfikacji. W 2015 r. pojawił się pomysł budowy Muzeum na Cytadeli Warszawskiej oraz finansowaniu inwestycji przez rząd. Zostało to formalnie potwierdzone uchwałą Rady Ministrów z 21 lipca 2015 roku. 
MKiDN pod kierownictwem prof. Piotra Glińskiego, od jesieni 2015 r. okazało gotowość do zasadniczego przyspieszenia prac nad budową gmachu Muzeum oraz przygotowaniem jego wystawy stałej. Budynek na warszawskiej Cytadeli miał powstać według zmodyfikowanego projektu przygotowanego wcześniej dla siedziby Muzeum Wojska Polskiego. 
Wbrew ustawie o finansach publicznych, zgodnie z którą programy wieloletnie ustanawia rząd, w 2016 r. minister kultury wprowadził zasadnicze zmiany w projekcie, które zostały zaakceptowane przez rząd w październiku 2017 r. Zmiany polegały na dwukrotnym zwiększeniu powierzchni placówki, podwyższenie kosztów inwestycji o ok. 113% i przedłużenie budowy o rok.
29 stycznia 2016 r. podpisano umowę w sprawie wykonania projektu gmachu Muzeum Historii Polski w Warszawie. 7 listopada 2016 r. zaprezentowano projekt siedziby Muzeum Historii Polski. W październiku 2017 r. ogłoszono przetarg na wykonanie robót budowlanych związanych z budową MHP. Rozstrzygnięto go 15 maja 2018 r.: wybrana została firma Budimex S.A. 30 maja w Pałacu Rzeczypospolitej doszło do podpisania umowy na budowę siedziby MHP, a już 6 lipca rozpoczęły się prace budowlane na warszawskiej Cytadeli.
Niedługo później, 11 października 2018 r. wmurowano kamień węgielny pod budowę Muzeum. W uroczystości udział wzięli premier Mateusz Morawiecki oraz wicepremier i minister kultury i dziedzictwa narodowego prof. Piotr Gliński. Budowa zakończona została w sierpniu 2023 roku.

## Działalność
Wystawienniczy dorobek Muzeum to kilkadziesiąt wystaw zaprezentowanych w Polsce, a także za granicą, w tym m.in. w siedzibie Organizacji Narodów Zjednoczonych, w Parlamencie Europejskim oraz w niemieckim Bundestagu. Wystawy stałe przygotowywane we współpracy z MHP otwarto w Holandii i na Węgrzech.
Trzon działalności edukacyjnej Muzeum stanowią zajęcia i warsztaty dla różnych grup wiekowych. Obok nich organizowane są także konkursy i plebiscyty historyczne, imprezy plenerowe, gry edukacyjne i miejskie oraz szkolenia dla nauczycieli. Muzeum przygotowuje tematyczne serwisy internetowe, a także wydawnictwa przeznaczone dla nauczycieli i uczniów. Z okazji Narodowego Święta Niepodległości od 2006 r. Muzeum Historii Polski corocznie organizuje imprezę plenerową pod nazwą Przystanek Niepodległość.
Muzeum  wydało ponad 130 publikacji. Otrzymały one m.in. Nagrodę im. prof. Jerzego Skowronka, nagrodę Stowarzyszenia Twórców Sztuki Użytkowej, nagrodę KLIO w kategorii edytorskiej, nagrodę Sybilla, Nagrodę Identitas czy Nagrodę im. Oskara Haleckiego. Wkładem Muzeum w rozwój nauk historycznych jest także bibliograficzna oraz pełnotekstowa baza zawartości czasopism humanistycznych BazHum.
Muzeum Historii Polski współpracuje z innymi muzeami, instytucjami akademickimi oraz edukacyjnymi m.in. w Belgii, Francji, Holandii, Niemczech, Wielkiej Brytanii i na Węgrzech. Wśród instytucji partnerskich znajdują się m.in. Ministerstwo Spraw Zagranicznych RP, Lietuvos Istorijos Institutas w Wilnie, Imperial War Museum w Londynie czy University of Aberdeen.
W zbiorach Muzeum Historii Polski znajduje się blisko 60 tys. obiektów. Artefakty są pozyskiwane przede wszystkim na potrzeby przygotowywanej wystawy stałej i planowanych wystaw czasowych. Należą do nich m.in. dzieła sztuki, przykłady rzemiosła artystycznego, fotografie, mapy, obiekty falerystyczne, weksylia, militaria, a także znaleziska archeologiczne, dokumenty życia społecznego oraz cenne archiwalia. Zabytki pochodzą z różnych epok dziejów Polski. 
19 grudnia 2022 r. zainaugurowana została działalność Młodzieżowej Rady Muzeum Historii Polski. Jej celem jest wspieranie Muzeum w realizowaniu jego misji, zwłaszcza we współtworzeniu interesującej i atrakcyjnej oferty dla młodszego audytorium. Oprócz tego, dziesięcioro radnych ma okazję realizować własne projekty i przedsięwzięcia we współpracy z Muzeum.

## Stowarzyszenie Przyjaciół Muzeum Historii Polski
Od 2011 roku przy Muzeum działa Stowarzyszenie Przyjaciół Muzeum Historii Polski, skupiające historyków i intelektualistów z różnych środowisk. Celem Stowarzyszenia jest wspieranie działań Muzeum, udział w debacie nad jego działalnością i rolą społeczną oraz budowa zaangażowanej społeczności.
Od listopada 2015 r. na czele Stowarzyszenia stoi dr Mateusz Werner, a w skład zarządu wchodzą również Lena Dąbkowska, Adam Barbasiewicz i Oskar Tułodziecki. Wśród członków założycieli Stowarzyszenia znaleźli się m.in. Andrzej Chwalba, Antoni Dudek, Krzysztof Król, Zdzisław Najder, Wojciech Roszkowski, Adam Daniel Rotfeld, Andrzej Sadowski oraz Henryk Samsonowicz. Poprzednimi przewodniczącymi Stowarzyszenia byli Kazimierz Wóycicki i Magdalena Gawin.